# الدوري الجنوبي لكرة القدم 2007–08
الدوري الجنوبي لكرة القدم 2007–08 (بالإنجليزية: 2007–08 Southern Football League)‏ هو موسم من الدوري الجنوبي الممتاز. فاز فيه نادي كينغز لين.